# Mesembryanthemum ladismithiense
Mesembryanthemum ladismithiense är en isörtsväxtart som beskrevs av Klak. Mesembryanthemum ladismithiense ingår i Isörtssläktet som ingår i familjen isörtsväxter. Inga underarter finns listade i Catalogue of Life.